# 柴田勝昌
柴田 勝昌（しばた かつまさ）は、江戸時代前期の旗本。

## 経歴
柴田勝重の五男として生まれる。慶安3年（1650年）9月3日より将軍徳川家光に仕え、西ノ丸書院番を務め、廩米300俵を賜る。後に職を辞して小普請となり、元禄6年（1693年）1月24日に71歳で死去。

## 系譜
- 父：柴田勝重
- 母：滝沢氏
- 養子
  - 柴田勝智 - 近山安道の長男
  - 柴田勝智室 - 筑紫利門の娘